# Groupe de NGC 4385
Le groupe de NGC 4385 est un trio de galaxies situé dans la constellation de la Vierge. La distance moyenne entre ce groupe et la Voie lactée est d'environ 36,3 Mpc (∼118 millions d'al). 

## Membres
Le tableau ci-dessous liste les trois galaxies du groupe indiquées dans l'article de A.M. Garcia paru en 1993.
| Nom        | Class.       | Type                     | α (J2000.0)   | δ (J2000.0) | Vitesse radiale (km/s) | m             | Distance (Mpc) | Diamètre (kal) |
| ---------- | ------------ | ------------------------ | ------------- | ----------- | ---------------------- | ------------- | -------------- | -------------- |
| NGC 4385   | (R')SB(rs)c? | Spirale barrée           | 12h 25m 42.8s | 00° 34′ 21″ | 2140 ± 5               | 12,5          | 36,7 ± 2,6     | 77             |
| UGC 7396   | SB(s)d?      | Spirale barrée           | 12h 20m 33.7s | 00° 47′ 17″ | 2122 ± 2               | 15,5          | 36,5 ± 2,6     | 59             |
| MCG 0-32-4 | IB(s)m?      | Irrégulière magellanique | 12h 24m 12.4s | 00° 34′ 02″ | 2061 ± 6               | 15,05 ± 0,020 | 35,6 ± 2,5     | 51             |

Le site DeepskyLog permet de trouver aisément les constellations des galaxies mentionnées dans ce tableau ou si elles ne s'y trouvent pas, l'outil du site constellation permet de le faire à l'aide des coordonnées de la galaxie. Sauf indication contraire, les données proviennent du site NASA/IPAC.